# مايتري راماكريشنان
مايتري راماكريشنان هي ممثلة كندية ولدت في 28 ديسمبر 2001. قامت بدور البطولة في مسلسل لم يسبق لي أبدا.

## روابط خارجية
- مايتري راماكريشنان على موقع IMDb (الإنجليزية)
- مايتري راماكريشنان على موقع ميتاكريتيك (الإنجليزية)
- مايتري راماكريشنان على موقع روتن توميتوز (الإنجليزية)
- مايتري راماكريشنان على موقع ألو سيني (الفرنسية)
- مايتري راماكريشنان على موقع قاعدة بيانات الفيلم (الإنجليزية)